# دادرحمان بازار (بلان)
داد رحمان بازار (بالفارسية: داد رحمان بازار) هي قرية تقع في منطقة بولان في إيران. يقدر عدد سكانها بـ 234 نسمة بحسب إحصاء 2016.